# Groß Kreutz
Groß Kreutz é um município da Alemanha, situado no distrito de Potsdam-Mittelmark, no estado de Brandemburgo. Tem 98,95 km² de área, e sua população em 2019 foi estimada em 8.618 habitantes.